# FK Radnik Donji Vakuf
FK Radnik je bosanskohercegovački nogometni klub iz Donjeg Vakufa.

## Povijest
Klub je osnovan 1927. godine. U sezonama 2014./15. i 2018./19. bili su prvaci 1. županijske lige ŽSB.
Trenutačno se natječu u A županijskoj ligi ŽSB.